# Teres I
Teres I (Klassisk grekiska, "Τήρης") född i slutet av 500-talet f.Kr., död 445 f.Kr. var regent och grundare av det odrysiska kungariket. Teres I blev kung av det odrysiska kungariket efter att han enat över 40 thrakiska stammar under en kung 460 f.Kr. Han gifte sig med en prinsessa från skyternas styrande ätt. Han var välkänd för sin strategiska list och tillbringade mesta delen av sitt liv på slagfältet. Han dog under ett fälttåg år 445 f.Kr. Historiker är eniga om att det var mot triballi, en thrakisk stam som ockuperade ett stort stycke land norr om Thrakien. Han efterträddes av sin andra son Sitalkes som tycktes ha ärvt faderns stridsförmågor och använde dem i ett krig mot Makedonien. Även hans andra son Spartakos blev kung.    
Teres Ridge på Livingston Island i Sydshetlandsöarna, Antarktis är namngivet efter Teres.